# Кирилюк Зінаїда Василівна
Кирилюк (Миронова) Зінаїда Василівна (нар. 28 січня 1926, м. Пологи — 25 травня 2018, м. Київ) — український літературознавець, доктор філологічних наук, професор 1991, історик літератури, педагог, автор праць з питань української та зарубіжної літератури, методист із викладання літератури у школі та вищому навчальному закладі.

## Біографія
Перші роки життя та навчання З. В. Кирилюк пройшли у містах Кам'янське та Бердянську. Навчалася у Київському університеті ім. Т. Г. Шевченка (нині — Національний університет ім. Тараса Шевченка) (1944—1949) — спершу на відділенні української, а згодом — російської філології. Після завершення навчання розпочала трудову діяльність у відділі рукописів Державної публічної бібліотеки (нині — Інститут рукопису Національної бібліотеки України імені В. І. Вернадського), 1956 р. вступила до аспірантури Київського університету (науковим керівником був академік АН УРСР О. І. Білецький, тема дисертаційного дослідження — «Орест Сомов — критик и беллетрист пушкинской эпохи». Кандидат філологічних наук (1961). Отримала звання доцента кафедри російської літератури 1966 р. Захистила докторську дисертацію «Проблема характера в русской литературе первой трети ХІХ ст.». Звання професора отримала 1991 року.
У 1989—1999 рр. викладала у Ніжинському педагогічному інституті ім. М. Гоголя (нині — Ніжинський державний університет); у 2002—2005 рр. — у Херсонському державному університеті; у 2007—2010 рр. — у Київському славістичному університеті. З. В. Кирилюк була багаторічним членом спеціалізованих вчених рад, редакційних колегій часописів професійного спрямування, автором передмов до літературно-художніх видань. Вона виховала численних учнів, які нині успішно працюють у науковій та освітянській сфері в різних містах України та поза її межами.

## Наукова діяльність

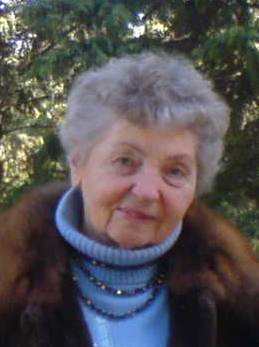

Наукову діяльність розпочала у відділі рукописів ДПБ, беручи участь у підготовці видань «Опис автографів українських письменників» (К., 1959); «Опис рукописів Т. Г. Шевченка» (К., 1961). Коло наукових інтересів сформувалося під впливом дослідницької позиції О. Білецького. Осмислення проблем теорії літератури, творчого методу, способів відображення характеру і формування наукових уявлень про цей концепт значною мірою завдячує творчим імпульсам, отриманим від наукового керівника і розвинутих З. В. Кирилюк. упродовж її творчого шляху. Спілкування з визначними українськими та російськими дослідниками В Даниловим (інтерес до постаті О. Сомова; листування з ним зберігається у `фонді В. Данилова в Центральному державному архіві-музеї літератури і мистецтва України), А. Соколовим (проблеми творчого методу), Б. Мейлахом (пушкіністика), М. Алексєєвим (міжлітературні взаємини), Б. Томашевським (текстологія, пропозиція зацікавитися постаттю Сомова), Ю. Оксманом (пушкіністика), У. Фохтом (теорія літератури, творчий метод, пушкіністика, лермонтознавство), Н. Крутіковою (міжлітературні взаємини), О. Назаревським (текстологічні зацікавлення), В. Вацуро (пушкіністика, порівняльні студії), А. Гришуніним (аналіз літературного твору, текстологія), на різних етапах наукової діяльності було різним за інтенсивнісю та тривалістю, проте відіграло істотну роль у творчому шляху дослідниці.
Дисертаційне дослідження, присвячене творчості Ореста Сомова, було видане українською мовою 1965 року. Воно написане на основі рідкісних архівних матеріалів, реконструює світовідчуття і настрої пушкінської доби. Особистість Сомова у монографії розкрито крізь призму політичних та літературних дискусій, що активно велися у культурних і таємних товариствах, на сторінках періодичних видань та у світських вітальнях. Дослідниця аналізує, у чому цей самобутній та прогресивний полеміст бачив мету літературно-критичної діяльності (не лише розгляд зразків, а й аналіз недоліків), як він утверджував принципи відносності краси, відтворення дійсності в мистецтві, визначав категорії народності, самобутності, протистояв офіціозу та цензурі. На відміну від традиційних для 60-х рр. минулого століття поглядів на Ореста Сомова як безпринципну і непослідовну у судженнях людину, зі сторінок сміливої й новаторської роботи З. В. Кирилюк він постає як наступник просвітників і теоретик романтизму, перекладач, один із перших популяризаторів української теми в російській літературі, збирач пісень і переказів, колекціонер яскравих фольклорних мотивів та сюжетів, що були втілені в оповіданнях та незавершеній повісті  «Гайдамак», соратник Пушкіна по видавничій діяльності, прихильник молодого Гоголя, один із перших авторів ранньої реалістичної соціальної прози.
У докторській монографії «Искусство создания литературного характера» на матеріалі творів російської класичної літератури першої третини ХІХ століття висвітлено нові принципи художнього зображення людини і створення літературного характеру, що стверджувався у процесі становлення реалізму. На основі узагальнення досвіду московського просвітництва ХУІІІ ст. у контексті західноєвропейського літературного розвитку, шляхом глибокого аналізу літературних творів В. Жуковського, О. Бестужева, К. Рилєєва, В. Кюхельбекера, А. Пушкіна та українських авторів Ореста Сомова, Федора Глінки, Антонія Погорельського, дослідниця визначає передумови формування нових ідейно-естетичних засад створення образу людини, показує етапи становлення концепції особистості й літературного характеру в поетиці романтизму. Особливо важливу, на думку автора, роль у цьому процесі зіграли прийоми типізації рис доби, які спершу були застосовні лише для творів історичного змісту, але згодом спрямовані і на сучасність. Перш за все — на створення образу молодої людини як обличчя епохи, носія впізнаних національних, соціальних, психологічних ознак, сформованих під впливом обставин, образ «героя часу». Відповідно у монографії досліджені й художні прийоми створення такого характеру, перш за все на основі критичного (зокрема сатиричного) пафосу та намічені перспективи їх подальших розвідок із настановою на принципову складність, нелінійність естетики реалізму, що було прогресивним науковим підходом у літературознавстві 80-х рр.

## Методична діяльність
Як викладач, З. В. Кирилюк закарбувала багаторічний досвід проведення практичних занять з російської літератури ХІХ ст. у посібнику, де кожна тема не лише структурована літературознавчо і методично, а й устаткована рекомендаціями для самостійної роботи та чи не найповнішим на той час бібліографічним апаратом. Також багато років поспіль старшокурсники філологічних факультетів послуговувалися науково-методичним посібником з основ літературознавчих досліджень «Дипломное сочинение по русской литературе». У 90-ті — 2000-ні роки З. В. Кирилюк багато працювала для вчителів новоствореного шкільного предмету — зарубіжної літератури, розробляла важливі проблеми його змісту і методики викладання, багато друкувалася в освітніх часописах, упорядковувала історико-літературні та методичні посібники, зокрема з літератури доби Античності, Середньовіччя, Відродження, Бароко, Класицизму. На особливу увагу заслуговує система роботи вченого з підготовки наукових кадрів: це і принципи формування проблематики дослідження, і особливості психологічної взаємодії керівника та аспіранта, ефективна методика індивідуального консультування. Зінаїда Василівна приділяла велику увагу прищепленню початківцям культури наукової праці та введенню їх до наукової спільноти з метою апробації попередніх результатів, наступності у розвідках аспірантів різних поколінь.

## Наукове керівництво
- Жаркевич, Наталья Михайловна. Творчество Ф. Н. Глинки в аспекте русско-украинских литературных взаимосвязей [Текст]: Автореф. дис. на соиск. учен. степ. канд. филол. наук: (10.01.01). — Киев: [б. и.], 1978. — 23 с.
- Айтжанова, Тамара Шразатдиновна. Мастерство психологического анализа в творчестве А. И. Герцена сороковых годов: [Текст]: Автореф. дис. на соиск. учен. степ. канд. филол. наук : 10.01.01 /Т. Ш. Айтджанова. — Киев, 1990.
- Костюк, Елена Николаевна. Поэтика портрета «разочарованного» героя в русской литературе первой половины XIX века [Текст]: Автореф. дис. на соиск. учен. степ. канд. филол. наук : 10.01.01 / Е. Н. Костюк. — Киев, 1994. — 17 с. — Библиогр.: с. 15-16.